# (31710) 1999 JC52
1999 JC52 (asteroide 31710) é um asteroide da cintura principal. Possui uma excentricidade de 0.16288980 e uma inclinação de 5.66708º.
Este asteroide foi descoberto no dia 10 de maio de 1999 por LINEAR em Socorro.